# Derrick Byars
Derrick JaVaughn Byars (* 25. April 1984 in Memphis, Tennessee) ist ein ehemaliger US-amerikanischer Basketballspieler. Nach dem Studium in seinem Heimatland spielte er in unterschiedlichen Ländern, darunter in Deutschland für die Bundesligisten Köln 99ers und Alba Berlin. Mit Berlin gewann er 2013 den deutschen Pokalwettbewerb. In der NBA bestritt Byars zwei Spiele für die San Antonio Spurs. Aufgrund seiner Vereine in unterschiedlichen Ländern wurde er als Basketball-Weltreisender beschrieben.

## Karriere
Nach einigen Spielen in der NBA Summer League, unter anderem bei Orlando Magic und den New Orleans Hornets, wechselte er im November 2007 zu den Köln 99ers nach Deutschland, für die er acht Spiele bestritt. Im Januar 2008 wechselte er zum französischen Verein Chorale Roanne Basket, wo er in einem Spiel in der höchsten europäischen Spielklasse EuroLeague eingesetzt wurde, und wurde mit ihm französischer Vizemeister. In der Folgesaison spielte Byars in der NBA Development League für die Bakersfield Jam. Er erreichte mit ihnen die erste Playoff-Runde und wurde ins All-NBDL Second Team gewählt. Nach weiteren Spielen in der NBA Summer League für die Chicago Bulls wechselte er Anfang November 2009 in die Bundesliga zurück und schloss sich Alba Berlin an. Mit Berlin erreichte er im deutschen Pokalwettbewerb das Endspiel. Im darauffolgenden Sommer versuchte er ein weiteres Mal über die Teilnahme an der NBA Summer League für die Chicago Bulls, einen Profivertrag bei einem NBA-Verein zu bekommen. Nachdem dies erneut misslang, unterschrieb er zur Saison 2010/11 einen Vertrag bei Panellinios Athen in der griechischen A1 Ethniki. Nach nur fünf Spielen wurde diese Zusammenarbeit wieder beendet und Byars spielte ab Januar 2011 wieder für Bakersfield Jam in der Development League. 
Zur Saison 2011/12 kehrte er zunächst erneut nach Europa zurück und spielte bei Cholet Basket in Frankreich. Dort absolvierte er jedoch nur ein Euroleague-Qualifikationsspiel sowie ein Meisterschaftsspiel, bevor der Vertrag wieder gelöst wurde. In der wegen eines Lockouts verkürzten NBA-Vorbereitung stand er dann kurz im Dezember 2011 bei den Miami Heat unter Vertrag, bevor er 2012 erneut für die Bakersfield Jam in der D-League spielte. Zum Saisonende 2012 bekam er dann schließlich doch einen Vertrag in der NBA und bestritt sein erstes Spiel für die San Antonio Spurs.
Zur Saison 2012/2013 erhielt Byars keinen neuen Vertrag in der NBA und schloss sich schließlich im November 2012 erneut Alba Berlin an. Dort erhielt er zunächst einen befristeten Vertrag bis Ende Dezember 2012, der bis zum Saisonende verlängert wurde, und erreichte mit dem deutschen Verein die Zwischenrunde der 16 besten Mannschaften im höchstrangigen europäischen Vereinswettbewerb EuroLeague 2012/13. In den nationalen Wettbewerben schieden die Berliner nach dem Gewinn des deutschen Pokalwettbewerbs in der ersten Runde der Play-offs um die Meisterschaft jedoch früh aus. Nach dem frühen Saisonende in Europa schloss sich Byars den Caciques aus Humacao in der puerto-ricanischen Baloncesto Superior Nacional an. Anschließend war Byars in der Saisonvorbereitung im Kader der Memphis Grizzlies in seiner Geburtsstadt, wurde aber erneut kurz vor Saisonbeginn aus dem Kader entlassen. Erst zu Beginn des Jahres 2014 unterschrieb er dann einen neuen Vertrag und wechselt zu „Krasny Oktjabr“ (deutsch Roter Oktober) aus Wolgograd, die zu dieser Saison neu in die VTB United League aufgenommen wurden.
Es folgten Aufenthalte bei Vereinen in mehreren Ländern, die meist von kurzer Dauer waren.